# Chevenoz
Chevenoz is een gemeente in het Franse departement Haute-Savoie (regio Auvergne-Rhône-Alpes). De plaats maakt deel uit van het arrondissement Thonon-les-Bains.

## Geografie
De oppervlakte van Chevenoz bedraagt 10,6 km².
De onderstaande kaart toont de ligging van Chevenoz met de belangrijkste infrastructuur en aangrenzende gemeenten.

## Demografie
Onderstaande figuur toont het verloop van het inwonertal (bron: INSEE-tellingen).